# Perfect Education 2: 40 Days of Love
Perfect Education 2: 40 Days of Love (完全なる飼育 愛の40日?, Kanzen-naru shiiku - Ai no 40-nichi, lett. "L'educazione completa - 40 giorni d'amore") è un film del 2001 diretto da Yôichi Nishiyama. È il secondo capitolo della serie di The Perfect Education.

## Seguiti
- Perfect Education 3 (Jin shi pei yu, xiang gang qing ye), regia di Sam Leong (2002)
- Perfect Education 4: Secret Basement (Kanzen-naru shiiku - Himitsu no chika-shitsu), regia di Toshiyuki Mizutani (2003)
- Perfect Education 5: Amazing Story (Kanzen-naru shiiku - Onna rihatsushi no koi), regia di Masahiro Kobayashi (2003)
- Perfect Education 6 (Kanzen naru shiiku - Akai satsui), regia di Kōji Wakamatsu (2004)
- Perfect Education: Maid, for You (Kanzen-naru shiiku - Meido, for you), regia di Kenta Fukasaku (2010)
- TAP: Perfect Education (TAP 完全なる飼育, TAP Kanzen-naru shiiku), regia di Kazuki Katashima (2013)
- Perfect Education: étude (完全なる飼育 étude, Kanzen-naru shiiku - étude), regia di Takuya Kato (2020)